# Orchestre symphonique de la radio polonaise
L'Orchestre symphonique de la radio polonaise (en polonais : Polska Orkiestra Radiowa) est un orchestre symphonique polonais qui siège à Varsovie. Il ne doit pas être confondu avec l'Orchestre symphonique national de la radio polonaise.

## Histoire
L'orchestre est créé à Varsovie en 1945 par Stefan Rachoń. Au début, il joue et enregistre uniquement pour la radio et la télévision polonaises.
Depuis 1970, l'orchestre fait des tournées et fait des enregistrements de musique polonaise, par exemple des œuvres de Wojciech Kilar ou Zygmunt Krauze.

## Directeurs musicaux
- Stefan Rachoń (1945-1976)
- Wlodzimierz Kamirsky (1976-1980)
- Ian Prushak
- Mieczyslaw Nowakowski
- Tadeusz Strugala
- Wojciech Raisky
- Łukasz Borowicz (2007-2015)
- Michał Klauza (2015-)